# 奧林匹亞寶庫

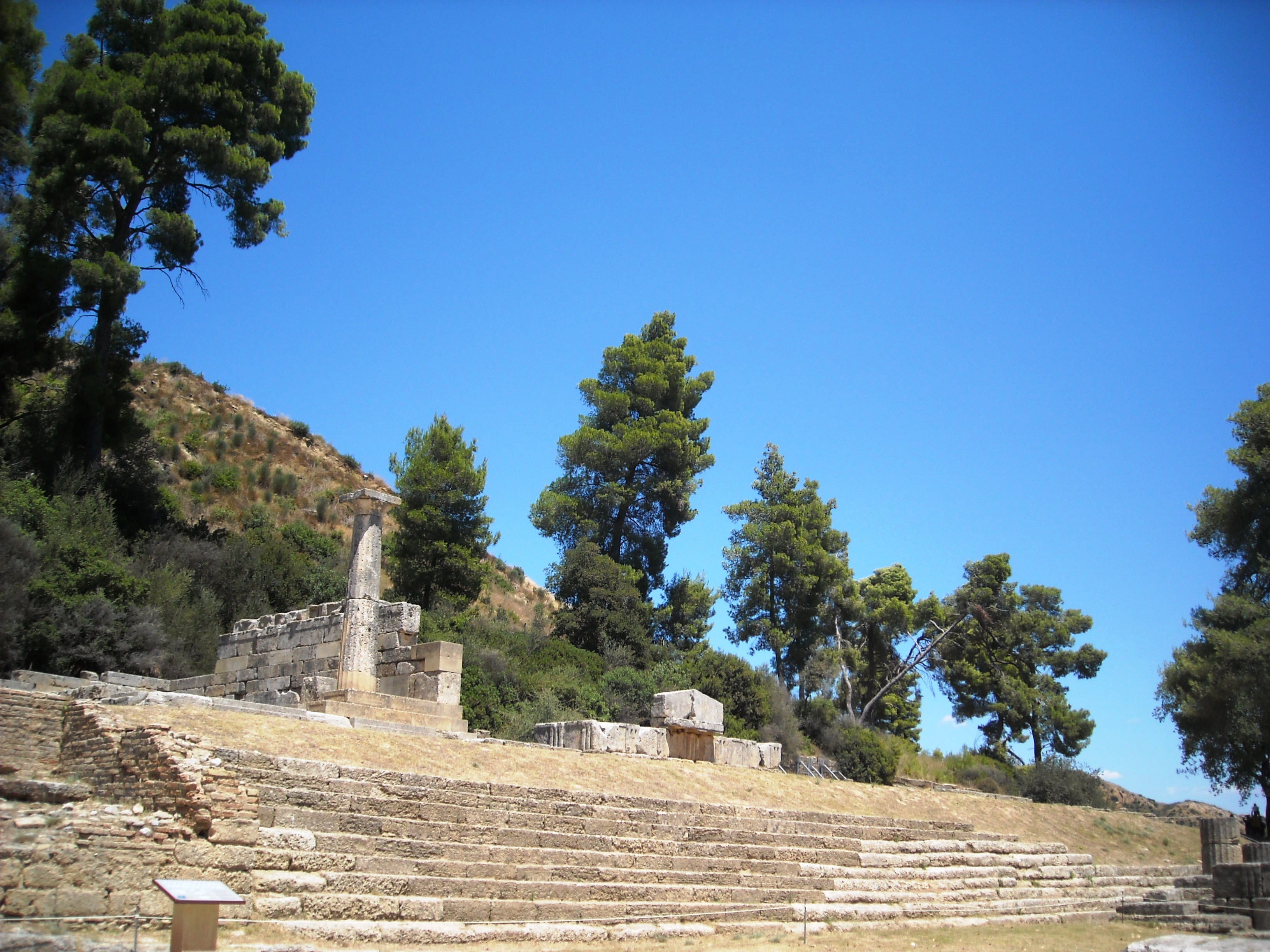
奧林匹亞寶庫

奧林匹亞寶庫（Treasuries at Olympia）是指位於希臘奧林匹亞的一系列神廟外觀建築。這些建築用來存放希臘各城邦自殖民地獲得的珍貴物品。神廟修建在克羅諾斯山的天然露台上。在德爾斐亦有類似建築。